# Christopher Lillis
Christopher Lillis (Rochester, 4 ottobre 1998) è uno sciatore freestyle statunitense, specialista nei salti.

## Biografia
Specializzato nei salti, Lillis ha vinto l'oro ai Giochi Olimpici di Pechino 2022 nei salti a squadre miste. Nei Campionati Mondiali ha ottenuto un argento nella gara individuale ad Almaty 2021 e due ori nei salti a squadre a Bakuriani 2023 e Engadina 2025.

## Palmarès

### Giochi olimpici
- 1 medaglia:
  - 1 oro (salti a squadre miste a Pechino 2022)

### Mondiali
- 3 medaglie:
  - 2 ori (salti a squadre a Bakuriani 2023; salti a squadre a Engadina 2025)
  - 1 argento (salti ad Almaty 2021)

### Coppa del Mondo
- Miglior piazzamento nella Coppa del Mondo di salti: 4º nel 2023
- 11 podi:
  - 2 vittorie
  - 2 secondi posti
  - 7 terzi posti

#### Coppa del Mondo - vittorie
| Data             | Luogo      | Paese       | Disciplina |
| ---------------- | ---------- | ----------- | ---------- |
| 20 febbraio 2016 | Minsk      | Bielorussia | AE         |
| 28 febbraio 2020 | Oi-Qaragai | Kazakistan  | AE         |

Legenda:

AE = salti